# Kospoda

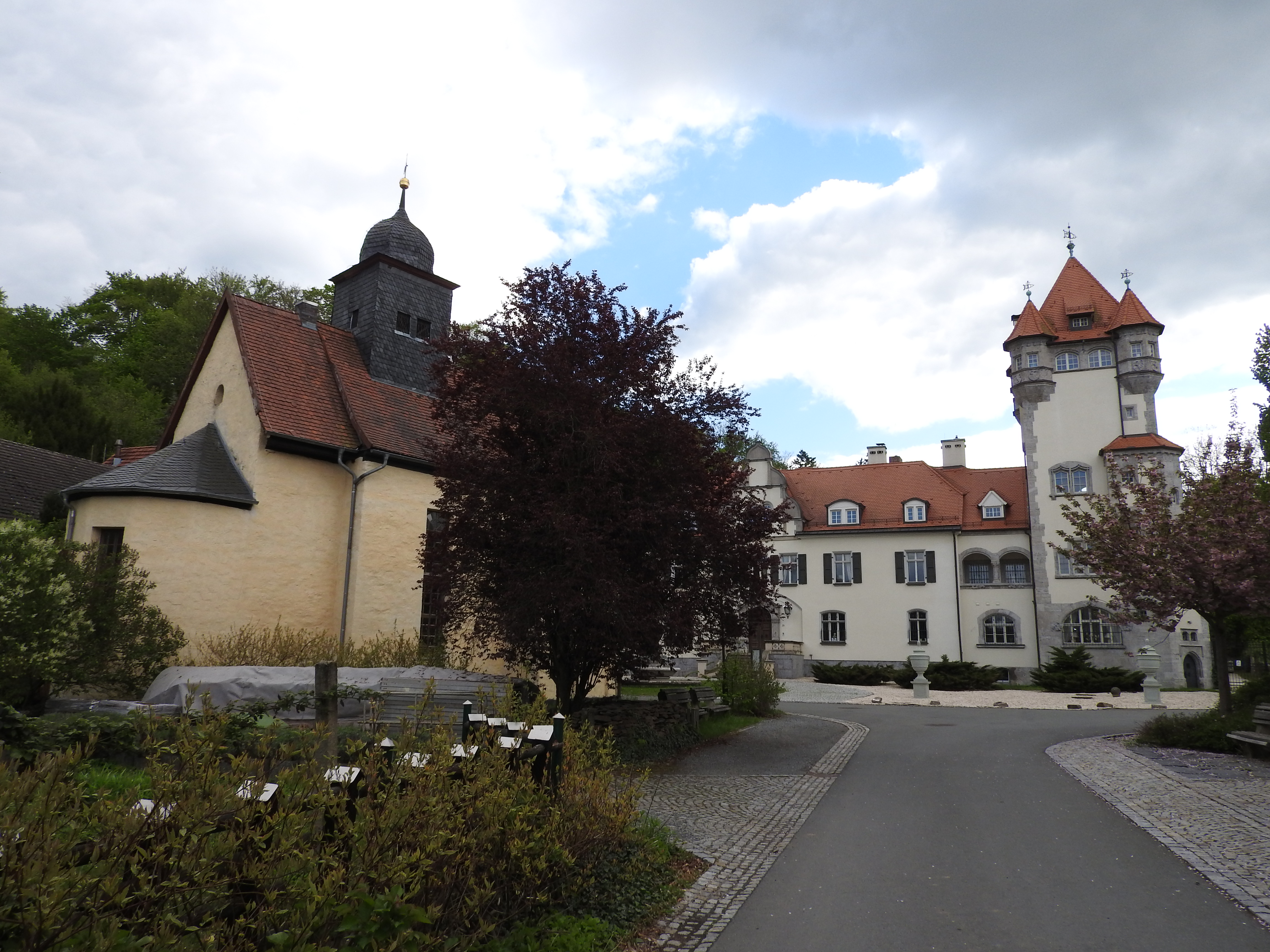
Kirche und Schloss im Ort

Kospoda ist eine Gemeinde im thüringischen Saale-Orla-Kreis. Sie besteht aus den Ortsteilen Burgwitz: 79 Einwohner, Meilitz: 59 Einwohner (Stand: 31. Dezember 2020) und Kospoda. Erfüllende Gemeinde für Kospoda ist die Stadt Neustadt an der Orla.

## Lage
Kospoda liegt südlich von Neustadt an der Orla und Arnshaugk am Fuß der Nordabdachung des Südostthüringer Schiefergebirges am Übergang zur Orlasenke. Im Tal verlaufen das Flüsschen Orla, die Bahnstrecke Gera–Saalfeld und die Bundesstraße 281 mit Anschluss bei Moderwitz zur Bundesautobahn 9.

## Geschichte
Kospoda ist sorbischen Ursprungs. Die Ortsgeschichte lässt sich bis 1120 zurückverfolgen. In diesem Jahr verschenkte Graf Wichmann zur Errichtung des Klosters Kaltenborn bei Sangerhausen verschiedene Güter im Orlagau. Darunter befand sich das Dorf Kospoda. Die Einkünfte dieser und anderer Güter wurden zur Errichtung und Erhaltung des Klosters Kaltenborn verwendet. Ein kleiner mittelalterlicher Herrensitz war Vorgängerbau des späteren Herrenhauses des Rittergutes. Aus der Kapelle des Rittergutes entstand 1618 die heutige Kirche. Als früheste Besitzer des Gutes Kospoda sind die Herren von Kospoth anzusehen, die den Ort zum Stammsitz erwählten und deren Geschlecht später über Schleiz bis ins vogtländische Plauen und Cospeda bei Jena zu finden ist. Seit dem 13. Jahrhundert wurden die Herren von Kospoda in Urkunden der Vögte von Weida erwähnt. Zum Stammsitz gehörten die Dorfschaften Kospoda und Meilitz. Die Besitzer wechselten in der Folge mehrmals. Im Jahr 1417 erhielt Heinrich von Hain ein Gut in Meilitz aus dem Besitz der Herren von Kospoda. Der Name Kospoda lässt mehrere Deutungen zu; die überzeugendste ist die Ableitung von hospodar (Herr). Meilitz könnte von Mil, einem Eigennamen stammen.
Die Orte der Gemeinde wurden wie folgt erstmals urkundlich erwähnt:
- Kospoda: 16. April 1120
- Burgwitz: 1. Mai 1294
- Meilitz: 22. Februar 1320

Burgwitz und Meilitz wurden zum 1. März 1951 eingemeindet.

### Einwohnerentwicklung
Entwicklung der Einwohnerzahl (Stand jeweils 31. Dezember):
| - 1994: 477 - 1995: 476 - 1996: 478 - 1997: 475 - 1998: 480 - 1999: 470 | - 2000: 470 - 2001: 474 - 2002: 462 - 2003: 456 - 2004: 451 - 2005: 451 | - 2006: 407 - 2007: 405 - 2008: 401 - 2009: 406 - 2010: 418 - 2011: 405 | - 2012: 412 - 2013: 413 - 2014: 416 - 2015: 407 - 2016: 394 - 2017: 387 | - 2018: 382 - 2019: 377 - 2020: 384 - 2021: 378 - 2022: 382 |

Datenquelle: Thüringer Landesamt für Statistik

### Wappen
Das Wappen wurde am 15. Juli 1994 durch das Thüringer Landesverwaltungsamt genehmigt.
Blasonierung: „Im Deichselschnitt geteilt; oben in Blau ein silberner Hirschkopf, unten vorn in Grün ein silbernes Hufeisen, unten hinten in Silber ein grünes Lindenblatt.“ Der Hirsch steht für den Ortsteil Kospoda. Auf ausdrücklichem Wunsch der Einwohner der Gemeinde Kospoda wurde nicht das Symbol der namengebenden Familie von Kospoth verwendet, sondern der Familie Hirsch, die 1894 das Rittergut übernahm, gedacht. Diese Familie hat sich durch die Finanzierung etlicher, den Ort prägender Bauvorhaben, aber auch den Druck der Gemeindechronik verdient gemacht. Im Ortsteil Meilitz wurden mehrere prähistorische Hufeisen gefunden; deshalb wurde ein Hufeisen zum Wappensymbol für Meilitz gewählt. Die Linde ist das natürliche Wahrzeichen des Ortsteiles Burgwitz. Ein Lindenblatt kennzeichnet die Linde und diesen Ortsteil.
Das Wappen wurde von dem Goßwitzer Manfred Fischer gestaltet.